# Zernograd
Zernograd (rusky Зерноград) je sídlo v Rusku, je správním střediskem Zernogradského rajónu Rostovské oblasti. Městem je od roku 1951.

## Geografie
Město se nachází v Salských stepích, 61 km vzdušnou čarou od Rostova na Donu. Vzdálenost po silnici je 77 km.

## Doprava
Městem prochází Severokavkazská železnice, stanice měla v letech 1915–1973 jméno Верблюд.